# 布羅克赫斯特嶺
71°2′S 67°6′E / 71.033°S 67.100°E
布羅克赫斯特嶺（英語：Brocklehurst Ridge）是南極洲的山嶺，位於麥克羅伯特森地，屬於查爾斯王子山脈的一部分，由澳大利亞探險隊繪入地圖，現時由南極條約體系管理。